# Carl Breitholtz
Carl Breitholtz till Margreteholm, född på 1650-talet på Margreteholm i Sandhems socken, Västergötland, död 1717, var en svensk militär och karolin. Han var son till generalmajoren Claes Breitholtz och Margareta Ödla.

## Biografi
Efter utbildning i Uppsala till fortifikationsofficer och hovman hos Magnus Gabriel De la Gardie engagerade sig Breitholtz 1686 i försvaret av Wien och Budapest mot osmanerna. 1689 tjänstgjorde han för furstendömet Württemberg och deltog i Pfalziska tronföljdskriget mot Frankrike 1689-1697 och utnämndes 1696 till generalkvartermästare vid fältmarskalk Johann Karl von Thüngens kår.  
Efter freden i Rijswijk 1697 fick Breitholtz uppdraget att värva ett regemente åt Württemberg och deltog under 1702 i spanska tronföljdskriget. Breitholtz fick 1706 i uppdrag av Karl XII att värva ett regemente, Breitholtz infanteriregemente, även kallat Främlingsregementet, med vilket han deltog i operationerna i Sachsen. Breitholtz utnämndes till generalöverste och följde med den svenska huvudarmén in i Ukraina och Ryssland där han med ett regemente på 2570 man besegrade ett kosackregemente på 2800 man i slaget vid Millerovo i maj 1708. Som regementschef reorganiserade Breitholtz Jönköpings regemente 1712 med vilket han deltog i försvaret av Stralsund under det Stora nordiska kriget, samt återuppsatte Västmanlands regemente 1714. 
Breitholtz var enligt samtida källor en tapper officer och karolin. Hans organisationsförmåga togs i bruk bland annat som generalkvartermästare hos von Thüngen och inte minst i reorganiseringen av ett antal regementen i den karolinska armén.
Breitholtz var gift första gången med Maria Charlotta Moser von Filseck zu Eschenau (1664-1712) och andra gången med friherrinnan Margareta Sparre (1682-1728).